# Campeonato Mundial de Ciclismo en Pista de 1993
El XC Campeonato Mundial de Ciclismo en Pista se celebró en Hamar (Noruega) entre el 17 y el 29 de agosto de 1993 bajo la organización de la Unión Ciclista Internacional (UCI) y la Federación Noruega de Ciclismo.
Las competiciones se realizaron en el pabellón Vikingskipet de la ciudad noruega. En total se disputaron 11 pruebas, 8 masculinas y 3 femeninas.

## Medallistas

### Masculino
| Evento                  | Oro                                                                                   | Plata                                                                    | Bronce                                                                |
| ----------------------- | ------------------------------------------------------------------------------------- | ------------------------------------------------------------------------ | --------------------------------------------------------------------- |
| Velocidad individual    | Gary Neiwand Australia                                                                | Michael Hübner · Alemania                                                | Eyk Pokorny · Alemania                                                |
| Persecución individual  | Graeme Obree Reino Unido 4:20,894 RM                                                  | Philippe Ermenault Francia                                               | Christopher Boardman Reino Unido                                      |
| Persecución por equipos | Australia Brett Aitken Stuart O'Grady Timothy O'Shannessey Billy Shearsby 4:03,840 RM | Alemania · Guido Fulst · Jens Lehmann · Andreas Bach · Torsten Schmidt · | Dinamarca Jimmi Madsen Klaus Kynde Nielsen Jan Bo Petersen Lars Olsen |
| 1 km contrarreloj       | Florian Rousseau Francia 1:03,393                                                     | Shane Kelly Australia 1:03,494                                           | Jens Glücklich · Alemania · 1:04,042                                  |
| Carrera por puntos      | Etienne De Wilde · Bélgica · 26 pts.                                                  | Éric Magnin Francia 17 pts.                                              | Vasyl Yakovlev · Ucrania · 13 pts.                                    |
| Keirin                  | Gary Neiwand Australia                                                                | Marty Nothstein Estados Unidos                                           | Toshimasa Yoshioka Japón                                              |
| Medio fondo             | Jens Veggerby Dinamarca 85 pts.                                                       | Roland Königshofer · Austria · 75 pts.                                   | Carsten Podlesch · Alemania · 46 pts.                                 |
| Tándem                  | Italia · Federico Paris · Roberto Chiappa                                             | Australia Stephen Pate Danny Day                                         | República Checa · Lubomír Hargaš · Arnošt Drcmánek                    |

### Femenino
| Evento                 | Oro                                      | Plata                                  | Bronce                                |
| ---------------------- | ---------------------------------------- | -------------------------------------- | ------------------------------------- |
| Velocidad individual   | Tanya Dubnicoff · Canadá                 | Ingrid Haringa · Países Bajos          | Nathalie Even Francia                 |
| Persecución individual | Rebecca Twigg Estados Unidos 3:37,347 RM | Marion Clignet Francia                 | Janie Eickhoff Estados Unidos         |
| Carrera por puntos     | Ingrid Haringa · Países Bajos · 27 pts.  | Svetlana Samojvalova · Rusia · 16 pts. | Jessica Grieco Estados Unidos 14 pts. |

## Medallero
| Núm. | País            | Oro | Plata | Bronce | Total |
| ---- | --------------- | --- | ----- | ------ | ----- |
| 1    | Australia       | 3   | 2     | 0      | 5     |
| 2    | Francia         | 1   | 3     | 1      | 4     |
| 3    | Estados Unidos  | 1   | 1     | 2      | 4     |
| 4    | Países Bajos    | 1   | 1     | 0      | 1     |
| 5    | Dinamarca       | 1   | 0     | 1      | 2     |
| 5    | Reino Unido     | 1   | 0     | 1      | 2     |
| 7    | Bélgica         | 1   | 0     | 0      | 1     |
| 7    | Canadá          | 1   | 0     | 0      | 1     |
| 7    | Italia          | 1   | 0     | 0      | 1     |
| 10   | Alemania        | 0   | 2     | 3      | 5     |
| 11   | Austria         | 0   | 1     | 0      | 1     |
| 11   | Rusia           | 0   | 1     | 0      | 1     |
| 13   | Japón           | 0   | 0     | 1      | 1     |
| 13   | República Checa | 0   | 0     | 1      | 1     |
| 13   | Ucrania         | 0   | 0     | 1      | 1     |
|      | TOTAL           | 11  | 11    | 11     | 33    |